# Tampa Bay Buccaneers 2010
La stagione 2010 dei Tampa Bay Buccaneers è stata la 35ª della franchigia nella National Football League, la seconda con Raheem Morris come capo-allenatore.
La squadra ebbe il più grande miglioramento della sua storia tra una stagione e l'altra passando dalle 3 vittorie del 2009 alle 10 del 2010. Fu la prima squadra dal 1970 a far partire come titolari dieci rookie e concludere con un saldo positivo di vittorie. Malgrado la stagione positiva, la franchigia non fece registrare un solo tutto esaurito nello stadio casalingo.

## Calendario

### Stagione regolare
| Turno | Data               | Ora                | Avversario            | Risultato          | Risultato          | Stadio                        | TV                 | Tabellino          |
| Turno | Data               | Ora                | Avversario            | Punteggio          | Record             | Stadio                        | TV                 | Tabellino          |
| ----- | ------------------ | ------------------ | --------------------- | ------------------ | ------------------ | ----------------------------- | ------------------ | ------------------ |
| 1     | 12/9               | 1:00 p.m. EDT      | Cleveland Browns      | V 17–14            | 1–0                | Raymond James Stadium         | CBS                | Recap              |
| 2     | 19/9               | 1:00 p.m. EDT      | at Carolina Panthers  | V 20–7             | 2–0                | Bank of America Stadium       | Fox                | Recap              |
| 3     | 26/9               | 1:00 p.m. EDT      | Pittsburgh Steelers   | S 13–38            | 2–1                | Raymond James Stadium         | CBS                | Recap              |
| 4     | Settimana di pausa | Settimana di pausa | Settimana di pausa    | Settimana di pausa | Settimana di pausa | Settimana di pausa            | Settimana di pausa | Settimana di pausa |
| 5     | 10/10              | 1:00 p.m. EDT      | @ Cincinnati Bengals  | V 24–21            | 3–1                | Paul Brown Stadium            | Fox                | Recap              |
| 6     | 17/10              | 1:00 p.m. EDT      | New Orleans Saints    | S 6–31             | 3–2                | Raymond James Stadium         | Fox                | Recap              |
| 7     | 24/10              | 1:00 p.m. EDT      | St. Louis Rams        | V 18–17            | 4–2                | Raymond James Stadium         | Fox                | Recap              |
| 8     | 31/10              | 4:15 p.m. EDT      | @ Arizona Cardinals   | V 38–35            | 5–2                | University of Phoenix Stadium | Fox                | Recap              |
| 9     | 7/11               | 1:00 p.m. EST      | @ Atlanta Falcons     | S 21–27            | 5–3                | Georgia Dome                  | Fox                | Recap              |
| 10    | 14/11              | 1:00 p.m. EST      | Carolina Panthers     | V 31–16            | 6–3                | Raymond James Stadium         | Fox                | Recap              |
| 11    | 21/11              | 4:05 p.m. EST      | @ San Francisco 49ers | V 21–0             | 7–3                | Candlestick Park              | Fox                | Recap              |
| 12    | 28/11              | 4:15 p.m. EST      | @ Baltimore Ravens    | S 10–17            | 7–4                | M&T Bank Stadium              | Fox                | Recap              |
| 13    | 5/12               | 4:15 p.m. EST      | Atlanta Falcons       | S 24–28            | 7–5                | Raymond James Stadium         | Fox                | Recap              |
| 14    | 12/12              | 1:00 p.m. EST      | @ Washington Redskins | V 17–16            | 8–5                | FedExField                    | Fox                | Recap              |
| 15    | 19/12              | 1:00 p.m. EST      | Detroit Lions         | S 20–23 (DTS)      | 8–6                | Raymond James Stadium         | Fox                | Recap              |
| 16    | 26/12              | 4:15 p.m. EST      | Seattle Seahawks      | V 38–15            | 9–6                | Raymond James Stadium         | Fox                | Recap              |
| 17    | 2/1                | 1:00 p.m. EST      | @ New Orleans Saints  | V 23–13            | 10–6               | Louisiana Superdome           | Fox                | Recap              |

Legenda
Gli avversari della propria division sono in grassetto
     indica che la squadra ha indossato le vecchie divise arancioni in casa.
     indica che la gara è stata oscurata nelle televisioni locali a causa della bassa presenza di pubblico e delle scarse vendite di biglietti